# Echeta rhodographa
Echeta rhodographa là một loài bướm đêm thuộc phân họ Arctiinae, họ Erebidae.